# Arquidiocese de Trani-Barletta-Bisceglie
A Arquidiocese de Trani-Barletta-Bisceglie (Archidiœcesis Tranensis-Barolensis-Vigiliensis) é uma circunscrição eclesiástica da Igreja Católica situada em Trani, Itália. Seu atual arcebispo é Leonardo D’Ascenzo. Sua Sé é a Catedral de Trani.
Possui 66 paróquias servidas por 138 padres, abrangendo uma população de 286 932 habitantes, com 96,4% da dessa população jurisdicionada batizada (276 500 católicos).

## História

### Trani
A diocese de Trani foi erigida em tempos antigos. A tradição petrina, comum a muitas dioceses da Apúlia e do sul da Itália, atribui a fundação da diocese ao apóstolo São Pedro. A historicidade dos santos Redento e Magno, que as tradições locais reconhecem como protobispos da diocese tranese, é incerta. Alguns códigos do martirológio geronimiano mencionam um São Magno no dia 19 de agosto na Fabrateria vetus, mas sempre falam dele como mártir e nunca como bispo. De Magno também tem duas paixões relativamente recentes; no primeiro Magnus é um mártir de Cesaréia da Capadócia que morreu sob Aureliano em 19 de agosto; no segundo é pastor em Trani, convertido ao cristianismo e batizado pelo sanctus sacerdos de Redento (bispo?). Mais tarde torna-se bispo da cidade, mas devido à perseguição tem que fugir, e morre martirizado em 251.
A diocese está historicamente documentada a partir do final do século V. O primeiro bispo conhecido é Eutizio (ou Eutichio), que participou dos concílios símacos de 501 e 502; ele também teria participado da consagração da basílica de San Michele Arcangelo no Gargano em 493, mas esta tradição é fruto de lendas medievais. Não se conhecem mais bispos de Trani, exceto alguns apócrifos, até o século IX; em uma carta de 834 é documentado Auderis S. Dei genitricis virg. Mariae sedis Tranensis e o seu predecessor, Leopardo.
Na segunda metade do século XI, Trani foi definitivamente ocupada pelos normandos. Neste contexto, a diocese foi elevada à categoria de arquidiocese metropolitana de rito latino com o Papa Alexandre II em 1063. O Liber Censuum do final do século XII atribui-lhe duas dioceses sufragâneas, Andria e Bisceglie; as cidades de Barletta e Corato também pertenciam à arquidiocese. O primeiro arcebispo latino foi Bizâncio I, cujo episcopado marcou toda a segunda metade do século XI; em 1071 participou na consagração da igreja abacial de Montecassino e em 1099 recebeu do Papa Urbano II a bula de canonização de São Nicolau, o Peregrino, padroeiro da arquidiocese.
Em 27 de junho de 1818, com a bula De utiliori, o Papa Pio VII suprimiu a arquidiocese de Nazaré (na Palestina) e a diocese de Canne, e agregou o território à arquidiocese de Trani. Ao mesmo tempo, os arcebispos de Trani receberam a administração perpétua da diocese de Bisceglie. Andria, portanto, permaneceu a única sufragânea de Trani. Com estas mudanças, o território da arquidiocese incluía as cidades de Trani, Barletta, Bisceglie, Corato, Casale della Trinità, Saline, Zapponeta, e contava com 76.900 habitantes em 1825.
Em 1860, Barletta foi separada de Trani e erigida como arquidiocese, unida aeque principaliter à de Trani. A partir deste momento, os prelados de Trani foram também arcebispos de Barletta e também administradores de Bisceglie. Além disso, desde 1828, com a bula Multis quidem do Papa Leão XII, em memória da antiga arquidiocese, foi restaurado o título de Nazaré, concedido perpetuamente aos arcebispos de Trani.

### Barletta

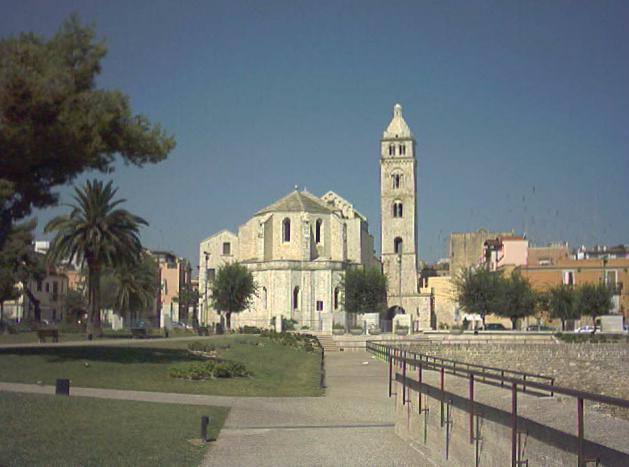
Co-catedral de Barletta.

A fé em Barletta tem origens antigas. As escavações sob a co-catedral de Barletta trouxeram à luz uma basílica cristã primitiva bastante grande e em mosaico, com o monograma do bispo Sabino de Canosa. Isto atesta a pertença de Barolum à antiga diocese de Canosa pelo menos desde o século VI.
Desde o século XI, porém, Barletta está no território dos bispos de Trani. Mas já desde o século XII em Barletta existiam pertences de propriedade da mesa episcopal do arcebispo metropolitano de Nazaré da Galileia, que era representado na cidade da Apúlia pelo seu próprio vigário, conforme documentado por um diploma datado de 1162. A partir do século XIV Barletta tornou-se a residência permanente do Arcebispo de Nazaré, agora impossibilitado de residir na Palestina; além de algumas igrejas em Barletta, incluindo a catedral de Santa Maria de Nazaré, várias outras igrejas espalhadas especialmente na Apúlia e na Lucânia dependiam do arcebispo nazareno.
Em 21 de abril de 1860, com a bula Imperscrutabili Dei do Papa Pio IX, foi criada a arquidiocese de Barletta, unida aeque principaliter à de Trani. Isto significava que o arcebispo de Trani e Barletta era uma única pessoa, mas ao mesmo tempo garantia total autonomia a ambas as arquidioceses que gozavam das mesmas prerrogativas e direitos. Os arcebispos de Trani e Barletta continuaram a ostentar o antigo título de Nazaré.

### Bisceglie

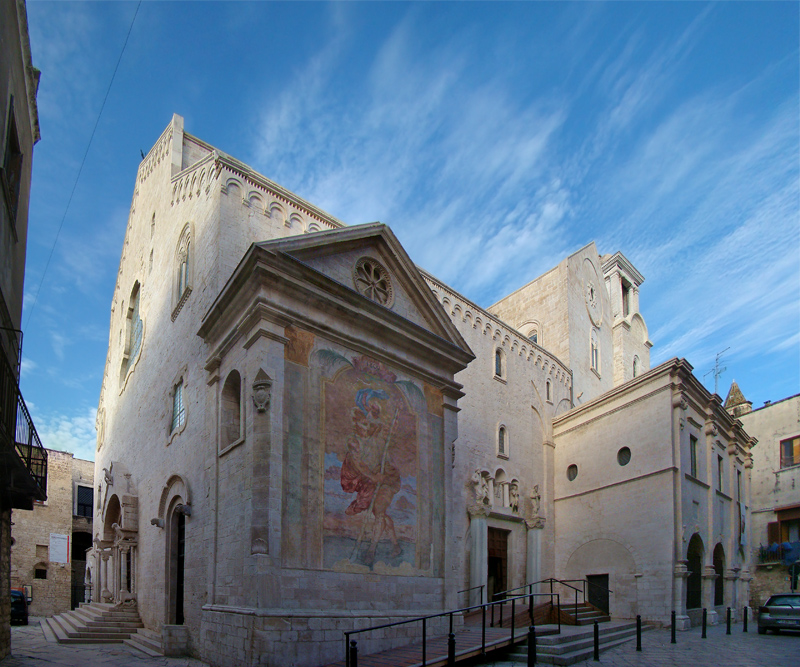
A Co-catedral de San Pietro Apostolo de Bisceglie.

Segundo a tradição petrina, comum a muitas dioceses da Apúlia e do sul da Itália, o próprio apóstolo São Pedro anunciou o evangelho em Bisceglie, consagrando o primeiro bispo, São Mauro. A fundação da diocese é há muito atribuída ao século VIII, devido à presença de um presumível bispo de Bisceglie no Concílio de Nicéia em 787: na realidade nenhum bispo da Apúlia participou nesse concílio, e Sérgio, atribuído à Sé de Bisceglie, era na verdade bispo de Bargilia, sempre presente nos atos conciliares entre os bispos da província eclesiástica da Cária (Ásia Menor).
Em 1800, morreu o último bispo residente, Salvatore Palica. Posteriormente, a diocese permaneceu vaga por dezoito anos, até que em 27 de junho de 1818, com a bula De utiliori do Papa Pio VII, foi concedida a sua administração perpétua aos arcebispos de Trani.
Em 20 de outubro de 1980, com a bula Qui Beatissimo Petro do Papa João Paulo II, a diocese de Bisceglie, juntamente com o de Trani e Barletta, passou a fazer parte da província eclesiástica da arquidiocese de Bari.
O território da diocese em plena unione com as arquidioceses de Trani e Barletta, compreedia um total de 11 paróquias.

### Trani-Barletta-Bisceglie
Em 30 de setembro de 1986, em virtude do decreto Instantibus Votis da Congregação para os Bispos, as três sedes de Trani, Barletta e Bisceglie foram unidas com a fórmula plena unione e o novo distrito eclesiástico assumiu o nome atual. Os arcebispos continuam a deter o título de Arcebispos de Nazaré até hoje.

## Prelados

### Sé de Trani
- São Redento ? † (? - 249)
- São Magno ? † (? - 251)
- Eutizio ou Eutíquio † (antes de 501 - depois de 502)
- Sutinio ou Eutínio ? † (mencionado em 761)[14]
- Leão ? † (mencionado em 787)[15]
- Leopardo † (antes de 834)[16]
- Oderísio (Auderis) † (mencionado em 834)
- Angelário ? † (mencionado em 845)[17]
- Pietro † (século IX/X)[16]
- Giovanni I † (952 - depois de 980)[16]
- Rodostamo † (mencionado em 983)
- Crisóstomo † (997 - depois de 1002)[16]
- Giovanni II † (antes de 1053 - 1059)
- Délio ? † (1059 - 1063)[18]
- Bisâncio I † (1063 - 1099)
- Bertrando I † (1101 - depois de 1108)[19]
- Bisâncio II † (mencionado em 1120)
- Verterando ? † (mencionado em 1129)[20]
- Ubaldo † (1130 - depois de 1138)
- Peregrino ? † (mencionado em 1141)[21]
- Bisâncio III † (1142 - depois de 1150)
- Bertrando II † (1157 - 1187)[22]
- Samaro † (1192 - 1201)[22]
  - Gregório de Insula, O.S.B. † (mencionado em 1202) (bispo eleito)[22]
- Bartolomeu † (1203 - 1225)[22]
- Tiago O.P. † (1227[23] - 1260)[22]
  - Sede vacante (circa 1263-1267)[24]
- Nicola † (1267 - 1276)[22]
  - Sede vacante (1277 - 1280)[22]
  - Opizzo Fieschi † (1280 - 1288)
- Filipe † (1288 - depois de 1295)
- Giovani d'Anagni, O.F.M. Obs. † (1297 - 1299)
- Oddone Arcioni † (1299 - 1314)
  - Sede vacante (1314-1317)
- Bartolomeu † (1317 - 1328)
- Bartolomeo Brancacci † (1327 - 1341)
- Andrea di Veroli † (1342 - 1342)
- Guglielmo de Rosières, O.S.B. † (1343 - 1344)
- Filippo, O.P. † (1344 - 1348)
- Maugerio, O.P. † (1348 - 1352)
- Giacomo Tura Scottini, O.P. † (1352 - 1378)
  - Matteo Spina † (1379 - 1384) (pseudobispo)
  - Guglielmo † (mencionado em 1390) (pseudobispo)
- Antonio de Lamberto † (circa 1379 - 1383)
- Enrico Minutolo † (1383 - 1389)
- Riccardo Silvestri † (1390 - 1393)
- Giacomo Cubello † (1393 - 1418)
- Francesco Carosio † (1418 - 1427)
- Giacomo Barrili † (1427 - 1438)
- Latino Orsini † (1439 - 1450)
- Giovanni Orsini † (1450 - 1478)
- Cosma Migliorati Orsini, O.S.B. † (1478 - 1481)
- Giovanni Attaldo † (1481 - 1493)
- Juan Castellar y de Borja † (1493 - 1503)
- Francisco Lloris y de Borja † (1503 - 1506)
- Marco Vigerio della Rovere, O.F.M. Conv. † (1506 - 1517)
  - Giovanni Domenico de Cupis † (1517 - 1551) (administrador apostólico)
- Bartolomeo Serristori † (1551 - 1555)
- Gianbernardino Scotti, C.R. † (1555 -1559)
- Juan Bautista Ojeda † (1560 - 1571)
- Angelo Oraboni, O.F.M. Obs. † (1572 - 1575)
- Scipione da Tolfa † (1576 - 1592)
- Giulio Caracciolo † (1593 - 1597)
- Andra De Franchis † (1598 - 1603)
- Juan de Rada, O.F.M. Obs. † (1605 - 1606)
- Diego Álvarez, O.P. † (1607 - 1634)
- Tommaso Anchora (ou Ariconi), C.R. † (1635 - 1655)
- Tommaso de Sarria, O.P. † (1656 - 1665)
- Giovanni Battista del Tinto, O. Carm. † (1666 - 1676)
- Paolo Ximenes † (1678 - 1693)
- Pietro de Torres † (1695 - 1709)
  - Sede vacante (1709-1717)
- Giuseppe Antonio Davanzati † (1717 - 1755)
- Domenico Andrea Cavalcanti, C.R. † (1755 - 1769)
- Gaetano Maria Capece, C.R. † (1769 - 1792)
- Luigi Trasmondi, O.S.B. Cel. † (1792 - 1798)
  - Sede vacante (1798-1804)
- Luigi Maria Pirelli, C.R. † (1804 - 1820)
- Gaetano Franci, C.R.M. † (1822 - 1847)
- Giuseppe de' Bianchi Dottula † (1848 - 1860 nomeado arcebispo de Trani e Barletta)

### Sés unidas de Trani e Barletta
- Giuseppe de' Bianchi Dottula † (1860 - 1892)
- Domenico Marinangeli † (1893 - 1898)
- Tommaso de Stefano † (1898 - 1906)
- Francesco Paolo Carrano † (1906 - 1915)
- Giovanni Régine † (1915 - 1918)
- Giuseppe Maria Leo † (1920 - 1939)
- Francesco Petronelli † (1939 - 1947)
- Reginaldo Giuseppe Maria Addazi † (1947 - 1971)
- Giuseppe Carata † (1971 - 1986 nomeado arcebispo de Trani-Barletta-Bisceglie)

### Sé de Bisceglie
- Sérgio ? † (mencionado em 787)
- Mercúrio ? † (mencionado em 1059)
- Giovanni I † (mencionado em 1071)
- Dumnello † (mencionado em 1074)
- Mancusio † (? - circa 1098 deceduto)
- Estêvão † (1099 - ?)[11]
- Godofredo † (mencionado em 1137)[25]
- Amando † (antes de 1154 - 1182)[26]
- Bisâncio † (1182 - 1220)[27]
- Anônimo † (mencionado em 1228)[26][28]
- Anônimo † (mencionado em 1235)[26]
- Berto † (mencionado em 1237)[26]
- Nicolau I † (1239 - ?)[29]
- Sérgio † (1267 - 1274)[26]
  - Sede vacante (circa 1275/76 - 1285)[26]
- Gerolamo ? † (mencionado em 1285)[30]
- Leão de Gaeta † (1289[31] - 1313)[32]
- Giovanni II ? † (mencionado em 1314)
- Tiago † (mencionado em 1316)[11]
- Nicolau II † (1317 - 1328)[11]
- Bartolomeu, O.P. † (mencionado em 1327)
- Martino (Sambiasi ou Samblasi) † (? - 1348)
- Simão de Raiano † (1348 - 1372[11])
  - Nicola Ricci, O.F.M. † (1387 - 1421) (pseudobispo)
- Domenico † (circa 1387 - ?)
- Giovanni III, O.P. † (circa 1388 - 1390)
- Giacomo Federici, O.Carm. † (1391 - 1399)
- Francesco Falconi † (circa 1399 - ?)
- Nicola Falconi † (antes de 1413 - 1442)
- Giacomo Pietro de Gravina † (1442 - 1476)
- Bernardino Barbiani † (1476 - 1487)
- Martino Madio da Tramonti † (1487 - 1507)
- Antonio Lupicino † (1507 - 1524)
- Geronimo Sifola † (1524 - 1565)
- Giovanni Andrea Signati † (1565 - 1575)
- Leonardo Bonaccorsi † (1575 - 1576)
- Giovanni Battista Soriani, O.Carm. † (1576 - 1582)
- Nicola Secadenari † (1583 - 1583)
- Alessandro Cospi † (1583 - 1609)
- Antonio Albergati † (1609 - 1627)
- Nicola Bellolatto † (1627 - 1636)
- Bernardino Scala † (1637 - 1643)
- Guglielmo Gaddi † (1643 - 1652)
- Giuseppe Lomellini, O.S.B. Cas. † (1652 - 1657)
- Cesare Cancellotti ou Lancellotti † (1658 - 1662)
- Giovanni Battista Penna, O.S.A. † (1663 - 1664)[33].
- Francesco Antonio Ricci, O.F.M. Obs. † (1664 - 1685)
- Giuseppe Crispino † (1685 - 1690)
- Pompeo Sarnelli † (1692 - 1724)
- Antonio Pacicco, O.F.M. † (1724 - 1739)
- Francesco Antonio de Leonardis † (1739 - 1762)
- Donato Antonio Giannelli † (1762 - 1783)
  - Sede vacante (1783-1792)
- Salvatore Palica, O.S.B. Cel. † (1792 - 1800)
  - Sede vacante (1800-1818)
  - Sé administrada pelos arcebispos de Trani (1818-1986)

### Sé de Trani-Barletta-Bisceglie
- Giuseppe Carata † (1986 - 1990)
- Carmelo Cassati, M.S.C. † (1990 - 1999)
- Giovan Battista Pichierri † (1999 - 2017)
- Leonardo D’Ascenzo (desde 2017)